# Angélique Papon
Angélique Papon (ur. 13 lutego 1976 w Firminy) – francuska zawodniczka pétanque.

## Życiorys
Angélique zaczęła grać w petankę w wieku 17 lat w centrum sportowym, a następnie uzyskała licencję zawodniczki. Rok później wzięła udział w swoim pierwszym turnieju.
W 1995 przeniosła się do Puy de Dome, po tym jak poznała Richarda Papon, swojego przyszłego męża. Wspólnie wzięli udział w mistrzostwach Francji par mieszanych w Épinal w departamencie Wogezy.
Następnie Angélique urodziła syna Marvina. W tym czasie Richard grał wspólnie z aktualną partnerką Angélique – Florence Schopp.
Angélique i Florence posiadały licencje klubu JCC (Joyeux Cochonnet Cournonais) do roku 2003, w którym przeniosły się do Team Ambert.